# 沢阿由美
沢 阿由美（さわ あゆみ、1936年9月14日 - ）は、日本の女優。東京都出身。本名は中村 泰子。別芸名に中村 恭子（なかむら きょうこ）。

## 人物
立教女学院高等学校卒業。1955年に松竹演技研究所に入り、1960年2月に現代劇場に入団。1963年2月に劇団新劇場の所属となる。その後は松竹芸能、新国劇、劇団鮎、衣笠プロダクションなどに所属した。創成期のテレビドラマに数多く出演した。

## 出演作品

### 映画
- 美しき抵抗（日活、1960年） - 松波都紀子

### テレビドラマ
- 日真名氏飛び出す（KR、1955年）
- わが輩ははなばな氏（KR、1956年）
- ありちゃんのおかっぱ侍（KR、1957年-1959年）
- 婦警物語（NHK、1957年）
- 浪人街（NTV、1958年）
- 悦ちゃん（NTV、1958年）
- 狐の初恋（NHK、1958年）
- バッチリ・タイム　写真物語（KR、1958年）
- ばらの伯爵（KR、1958年-1959年）
- 黒帯探偵（KR、1958年）
- むなしきもの（CX、1959年）
- 妻の日記 第4回「金魚」（NET、1959年）
- 東京0時刻　消えた名画（KR、1959年）
- 風雲さそり谷（CX、1959年-1960年）
- 不道徳教育講座 第14回「痴漢を歓迎すべし」（CX、1960年）
- 灯台は見ていた（NTV、1960年）
- 悲恋おかめ踊り（CX、1960年）
- 少年探偵団（CX、1960年-1963年）
- 命を売る武士（CX、1960年）
- 侍（CX）
  - 第10回「父子鷹」（1961年）
  - 第19回「仇討兄弟鑑」（1961年）
- 孤剣（CX、1961年）
- 女が階段を上る時（CX、1961年）
- 純愛シリーズ 第22回「仕事の歌」（TBS、1961年）
- 雲ながるる果てに（CX、1961年）
- 波（CX、1961年）
- 家庭の事情（CX、1962年）
- 粘土の犬（CX、1962年）
- 小さな来訪者（CX、1962年）
- 夫婦百景 (NTV)
  - 第228回「じゃじゃ馬女房」（1962年）
  - 第275回「暮しの設計」（1963年）
- JNR公安36号 第21回「灰色の悪夢」（NET、1962年）
- 大阪の風（CX、1962年）
- おかあさん 第175回「浩子！帰っておくれ、母」（TBS、1963年）
- 螢の光（NTV、1963年）
- 素足の青春　東京（NHK、1963年）
- 隠密剣士 第三部 忍法伊賀十忍 第5回-第7回（TBS、1963年） - 霞のお桂
- 鬼火の宴（NHK、1963年）
- 七人の刑事 (TBS)
  - 第93回「弱い男」（1963年）
  - 第316回「死刑執行人」（1968年）
- ろくろ師（CX、1963年）
- 人工庭園（NET、1963年）
- おじいちゃま!!ハイ! 第45回「毒を以て毒を…」（NTV、1964年）
- 事件記者 第299回「追跡」（NHK、1964年）
- 徳川家康（NET、1964年-1965年）
- 特捜シリーズ 第6回「でっかいダイヤ」（CX、1964年）
- 甲州遊侠伝　俺はども安 第13回（CX、1965年）
- 人形佐七捕物帳 第16回「蝙蝠屋敷」（NET、1965年） - お露
- 四季に花咲く 遠い人（NHK、1965年）
- 或阿呆の一生（NHK、1965年）
- 男の償い（CX、1965年） - 安倍瑠璃子
- 親をさがした（NHK、1966年）
- こころ妻（CX、1966年）
- ある勇気の記録 第10回「お礼まいり」（NET、1966年）
- ザ・ガードマン (TBS)
  - 第107回「古墳の呪い」（1967年）
  - 第124回「ざくろの沼の恐怖 」（1967年）
- 大奥 第34回「仇討ち神田祭」（KTV、1968年） - しのぶ

### 舞台
- 靴のなかの石ころ
- 旅路

### 吹き替え

#### 映画
- 未完成交響楽（マルタ・エゲルト）
- 三銃士（ジューン・アリソン）
- デンヴァーの狼（モナ・フリーマン）
- ヘッドライト（フランソワーズ・アルヌール）
- 屋根（ガブリエラ・パロッタ）
- 峡谷の対決（グロリア・タルボット）
- ララミー砦（グロリア・タルボット）
- コマンチェロ（アイナ・バリン）

#### テレビドラマ
- プリズナーNo.6（ジェーン・メロウ）